# Eleccions municipals de 2003 a Alcover
Les eleccions municipals de 2003 a Alcover van ser unes eleccions locals que es van celebrar el diumenge 25 de maig de 2003 a Alcover, a l'Alt Camp, com a part de les eleccions municipals espanyoles. Es van triar els 11 regidors de l'Ajuntament d'Alcover.

## Context
Les eleccions del 1999 van marcar un punt d'inflexió en la política local, amb la irrupció del partit municipalista Alcoverencs pel Canvi (ApC). Aquesta nova força política va trencar amb el domini continuat de Convergència i Unió des de l'inici de la democràcia.

## Sistema electoral
Les eleccions als ajuntaments de l'Estat espanyol estan fixades per celebrar-se el quart diumenge de maig cada quatre anys. El sistema electoral fa servir la regla D'Hondt amb representació proporcional, llistes tancades i una barrera electoral del 5% dels vots vàlids, que inclou els vots en blanc. La votació per a l'assemblea local es basa en el sufragi universal.
En les eleccions municipals, la circumscripció electoral és el municipi i el nombre d'escons (o sigui, regidors) a triar del municipi es determina en funció del nombre d'habitants censats en aquest. En el cas d'Alcover, que en aquell moment tenia 4.042 habitants, l'hi corresponia 11 regidors.

## Candidatures
El 29 d'abril del mateix any, la Junta Electoral de Zona de Valls va proclamar tres candidatures del municipi d'Alcover en el Butlletí Oficial de la Província de Tarragona.
1. Alcoverencs pel Canvi-Progrés Municipal (AC-PM)
2. Convergència i Unió (CiU)
3. Esquerra Republicana de Catalunya-Acord Municipal (ERC-AM)

Per primer cop, Alcoverencs pel Canvi va concórrer aquestes eleccions en coalició amb el Partit dels Socialistes de Catalunya a través de la fórmula Progrés Municipal.

## Jornada electoral

### Constitució de les meses
En aquell moment, Alcover tenia una població de 4.042 habitants, dels quals 3.234 persones van ser cridades a votar en alguna de les 4 meses que es van constituir al municipi.

### Participació
La participació en aquestes eleccions va ser de 74,8%, el qual cosa implica que un total de 2.418 ciutadans del municipi van decidir exercir el seu dret a vot. Comparant aquesta participació amb la mitjana catalana, Alcover va registrar una xifra molt més alta, situant-se en 13,3 punts percentuals per sobre.
A continuació, es presenta una taula amb els percentatges de participació registrats a diferents hores del dia de les eleccions:
| Hores              | Alcover        |
| ------------------ | -------------- |
| Participació (14h) | 40,0% ( 3,2%)  |
| Participació (18h) | 59,6% ( 2,3%)  |
| Participació (20h) | 74,8% ( 17,4%) |

## Resultats
La nova coalició entre Alcoverencs pel Canvi i el Partit dels Socialistes de Catalunya va ampliar el seu suport electoral, assolint per primer cop la majoria absoluta. Va obtenir un total de 1.646 vots i 8 dels 11 escons possibles a l'Ajuntament d'Alcover. D'aquesta manera, el 14 de juny Anton Ferré i Fons va tornar a ser investit com a alcalde d'Alcover per segon cop consecutiu.
Les altres dues formacions van obtenir suports més modestos: Convergència i Unió va perdre la meitat del seu suport electoral, quedant en dos escons, mentre que l'Esquerra Republicana de Catalunya va mantenir el seu escó, malgrat haver perdut unes desenes de vots.